# Ларак (місто)

Давнє Межиріччя

Ларак (шум. ЛА.РАК, ЛА.РА.АК — «Бачити яскраве сяйво») — одне з найдавніших шумерських міст в Південній Месопотамії, місцезнаходження не встановлено.
Шумерські міфи кажуть, що перед Великим потопом Ларак був побудований третім після Бад-Тібіри з п'яти найважливіших міст цих земель того часу. Згідно з літературними записами, іншими головними містами раннього Шумеру були Еріду, Бад-Тібіра, Сіппар і Шуруппак.
Згідно Ніппурського царського списку в Лараці правив 1 міфічний цар Ен-Сібзаанна протягом 8 куль (28 800 років), після чого місто було залишено і його престол перенесений в Сіппар.

## Правителі Бад-Тібіри
- Ен-Сібзаанна правив — 8 куль[1] (28 800 років)[2].